# Innere Mazedonische Revolutionäre Organisation

Flagge der IMRO, welche die Losung „Freiheit oder Tod“ symbolisieren soll. Rot stand für das vergossene Blut für die Freiheit, schwarz für den Tod.

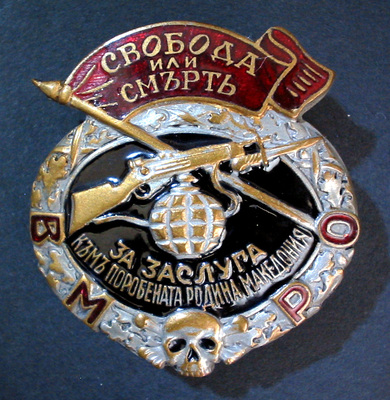
Kokarde der IMRO mit der Losung „Freiheit oder Tod“ und der Aufschrift „Für Verdienste um die versklavte Heimat Makedonien“

Die Innere Mazedonische Revolutionäre Organisation (bulgarisch Вътрешна Македонска Революционна Организация Watreschna Makedonska Rewoljuzionna Organisazija bzw. Schreibweise bis 1945 Вѫтрешна македонска революционна организация, mazedonisch Внатрешна Македонска Револуционерна Организација Vnatrešna Makedonska Revolucionerna Organizacija), kurz IMRO, VMRO oder WMRO, war eine revolutionäre nationale Befreiungsbewegung der Bulgaren in der historischen Region Makedonien, eine radikal-nationalistische Partei im Zarentum Bulgarien und eine paramilitärische Organisation im mazedonischen Teil Jugoslawiens, die sich auch terroristischer Mittel bediente. Sie wurde 1919 von Todor Aleksandrow gegründet und war die Nachfolgeorganisation der Bulgarischen Makedonisch-Adrianopeler Revolutionären Komitees (BMORK). Nach dem Putsch vom 19. Mai 1934 und der darauf folgenden Königsdiktatur des Zaren Boris III. wurde die IMRO noch im selben Jahr aufgelöst.

## Geschichte

### Vorläufer
Die IMRO wurde 1919 nach dem Ersten Weltkrieg von Todor Aleksandrow gegründet. Dabei sah sich die Organisation als Nachfolgerin des Bulgarischen Makedonisch-Adrianopeler Revolutionären Komitees (kurz BMORK) an und baute auf dessen Strukturen und Personal auf. Das BMORK selbst war 1895 in Thessaloniki durch Christo Tatartschew und Dame Gruew, Petar Poparsow, Anton Dimitrow, Christo Batandschiew und Iwan Chadschinikolow nach dem Vorbild der Inneren Revolutionären Organisation und des BGRZK gegründet worden. Das ursprüngliche Ziel war es, unter der mit der osmanischen Herrschaft unzufriedenen Bevölkerung in Makedonien und Thrakien einen Aufstand zu organisieren. Zunächst wurden die Befreiung und der Zusammenschluss mit Bulgarien angestrebt. Später änderte man die Strategie dahingehend, dass man im ersten Schritt Autonomie und im zweiten Schritt den Anschluss an Bulgarien nach dem Vorbild Ostrumeliens zu erreichen suchte. 1903 brach dann der lange vorbereitete Ilinden-Preobraschenie-Aufstand aus, und die kurzlebigen Republiken von Kruševo und Strandscha wurden ausgerufen. Der in seinen Anfängen erfolgreich verlaufene Aufstand wurde von der osmanischen militärischen Übermacht blutig niedergeschlagen.
Mit der konstitutionellen Jungtürkischen Revolution 1908 bildeten sich aus dem BMORK im Osmanischen Reich zwei konkurrierende Parteien (die Union der bulgarischen Verfassungsclubs in Makedonien und die Volksföderative Partei (bulgarische Sektion)), die an den Wahlen zum osmanischen Abgeordnetenhaus teilnahmen. 1911 wurden Todor Aleksandrow, Petar Tschaulew und Christo Tschernopeew an der Spitze des BMORK gewählt. Als sich 1912 der Erste Balkankrieg abzeichnete, ging das BMORK großenteils als Makedonisch-Adrianopeler Landwehr in der bulgarischen Armee auf und kämpfte an deren Seite in Thrakien gegen die Türken sowie im Zweiten Balkankrieg in Makedonien gegen die Serben und Griechen.
In Bulgarien etablierte sich nach dem Zweiten Balkankrieg ein politischer Arm des BMORK, der als nationalistische Partei am äußersten rechten Rand schon bald erheblichen Einfluss auf die bulgarische Politik während des Ersten Weltkriegs haben sollte. Die Mitglieder der Organisation, die den Kurs des Zaren, als Teil der Mittelmächte am Ersten Weltkrieg teilzunehmen, unterstützte, erhoffte so, das gesamte Makedonien von Serbien und Griechenland abzutrennen und an Bulgarien anzuschließen. Während der Kriegsjahre sah dieses Vorhaben angesichts erheblicher bulgarischer Gebietsgewinne und eines Deutsch-Bulgarischen Abkommens von 1915, das Bulgarien nicht nur ganz Vardar-Makedonien, sondern auch den Osten Serbiens zuschlug, auch aussichtsreich aus.

### Aufbau und Radikalisierung der IMRO

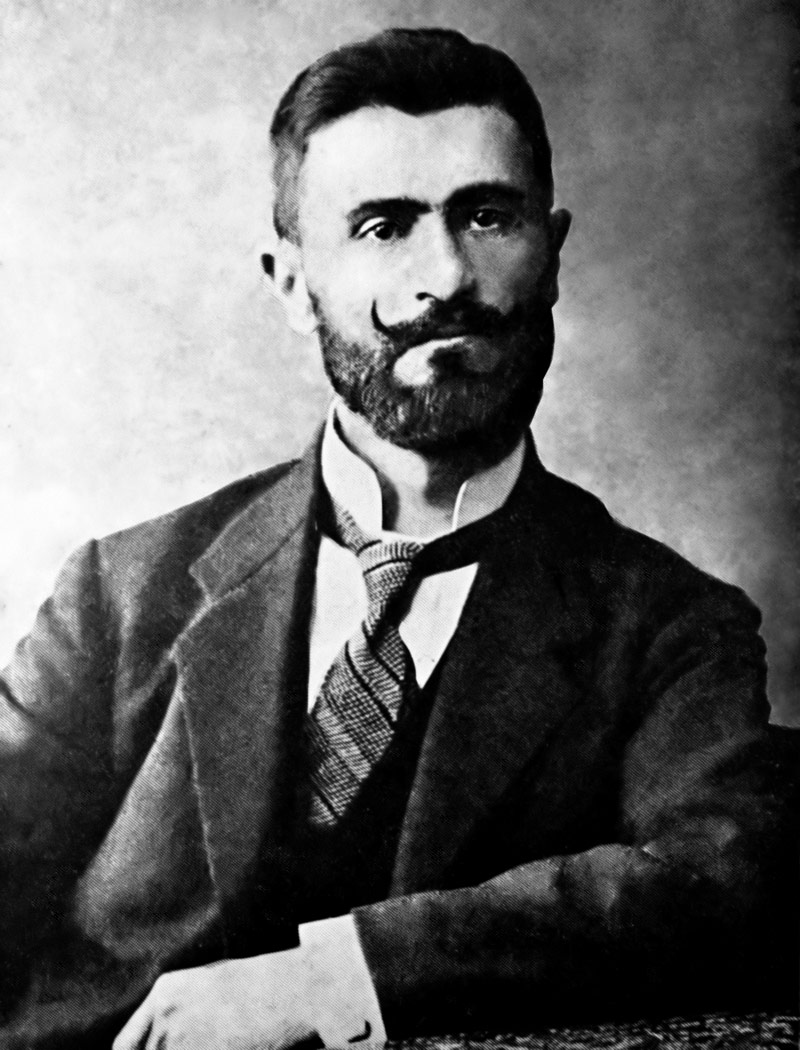
Todor Aleksandrow

Bulgarien erlitt als Ergebnis des Ersten Weltkriegs als Teil der unterlegenen Mittelmächte erhebliche Gebietsverluste. Der Vertrag von Neuilly-sur-Seine schien nun den Verbleib der größten Teile Makedoniens bei Griechenland und Serbien endgültig zu machen; darüber hinaus musste Bulgarien die Dobrudscha an Rumänien abtreten und verlor auch Westthrakien mit seinem Zugang zur Ägäis. Dies wurde vielfach als „zweite nationale Katastrophe“ (nach der ersten 1913) wahrgenommen. Hunderttausende von Flüchtlingen strömten aus den verlorenen Gebieten ins verbliebene bulgarische Territorium. Die Folgen des Ersten Weltkriegs stürzten Bulgarien darüber hinaus in eine ernste soziale und wirtschaftliche Krise, zu deren Überwindung der damalige Ministerpräsident Aleksandar Stambolijski den Ausgleich mit Griechenland und Serbien suchte.
Mit dem Ende des Ersten Weltkriegs beschlossen am 20. Dezember 1919 die Mitglieder des letzten Zentralkomitees des BMORK Todor Alexandrow, Peter Tschaulew und der aus Ohrid stammende General Alexandar Protogerow (anstelle des 1915 gefallene Christo Tschernopeew) die Gründung der Inneren Mazedonischen Revolutionären Organisation und begannen mit dem Aufbau der Strukturen. Am 19. März 1920 wurde die Restaurierung offiziell verkündet. Der Name der Organisation wurde geändert, weil nach dem Krieg eine separate Innere Thrakische Revolutionäre Organisation (VTRO) gegründet wurde, die in Westthrakien unter der Führung von Tane Nikolow operierte. Einige Aktivisten des ehemaligen BMORK, wie Christo Tatartschew (Vertreter der Provisorischen Vertretung des ehemaligen BMORK) und die Mazedonische Föderale Organisation sprachen sich gegen die Teilung und Wiederherstellung der Organisation in dieser Form aus. In der äußerst schwierigen Situation interner Kämpfe und großer Flüchtlingsbewegungen (→Makedonische Bulgaren) gelang es Todor Alexandrow, die Strukturen der Organisation aufzubauen. Weiter gelang es ihm, sich als ihr Anführer mit großer Autorität unter den Flüchtlingen in Bulgarien und der Bevölkerung in der serbischen Banschaft Vardar zu behaupten.
Mit Todor Aleksandrow übernahm damit ein Anhänger eines Großbulgarien die Führung der IMRO und beschritt nun endgültig einen radikalen bulgarisch-nationalistischen Kurs der Organisation. Das Hauptziel der Organisation war es, die einzelnen Teile Makedoniens zu einer autonomen und langfristig unabhängigen Einheit zu vereinen. Die IMRO setzte nun ihre Komitadschi genannten Guerilla-Kämpfer immer häufiger ein, um Anschläge und Attentate auf serbische und griechische Ziele auszuüben.

### Eskalation der Gewalt
Damit geriet Stambolijski in die Rolle des Feindbildes Nummer eins der IMRO und der bulgarischen Offizierselite. Als Instrument des Militärs verübten IMRO-Komitadschi – nachdem sie am 22. Oktober 1921 bereits den Außen- und Verteidigungsminister Aleksandar Dimitrow ermordet hatten und ein erstes Attentat auf Stambolijski am 2. Februar missglückt war – im Juni 1923 ein Attentat auf Stambolijski, bei dem dieser ums Leben kam. Mit Stambolijskis Nachfolger Aleksandar Zankow hatte Bulgarien nun wieder eine rechte Regierung, die der IMRO die Hoheit über Pirin-Makedonien verlieh. Die IMRO übernahm die Kontrolle über die Grenze zwischen Bulgarien und dem Königreich der Serben, Kroaten und Slowenen und unterstützte nicht nur die rechte Regierung, sondern knüpfte auch enge Kontakte zum faschistischen Italien unter Benito Mussolini.
In der Gegend von Petritsch in der Oblast Blagoewgrad hatte die IMRO etwa von 1922 bis 1934 einen „Staat im Staate“ errichtet. Es wurden eigene Steuern erhoben, das öffentliche Leben überwacht und ein Guerillakrieg gegen Serbien bzw. Jugoslawien geführt, der das außenpolitische Verhältnis zwischen Sofia und Belgrad belastete.
1924 übernahm der Revisionist Iwan Michajlow die Führung der IMRO, die ab diesem Zeitpunkt immer häufiger Anschläge ausübte. Diesmal konzentrierten sich die Anschläge nicht nur auf Serbien und Griechenland, sondern fanden in ganz Europa statt. Von 1919 bis 1934 ermordeten Mitglieder der IMRO insgesamt 340 Repräsentanten des jugoslawischen Staats, auf der anderen Seite wurden aber auch geschätzt 4200 Mitglieder und Sympathisanten der IMRO ermordet, oftmals von den eigenen Leuten, denn fatale interne Kämpfe waren keine Seltenheit.
Ihren Höhepunkt erreichte die Gewalt im Oktober 1934, als Wlado „der Chauffeur“ Tschernosemski in Marseille das von der IMRO in Zusammenarbeit mit der kroatischen Ustascha geplante Attentat auf den jugoslawischen König Alexander I. und den französischen Außenminister Louis Barthou verübte, bei dem beide ums Leben kamen. Damit besiegelte die IMRO ihr Schicksal, da das bulgarische Militär nicht mehr länger gewillt war, die durch die IMRO provozierte Angreifbarkeit Bulgariens hinzunehmen. Die IMRO wurde faktisch entmachtet. Mit dieser Tat löste die IMRO übrigens auch die erste internationale Anti-Terrorismus-Gesetzgebung des Völkerbundes aus, die 1936 verabschiedet wurde.
Nachdem der Kommunismus auch Bulgarien erreicht hatte, spaltete sich die IMRO.

### Abspaltung des linken Flügels
1925 trafen sich in Wien mehrere ehemalige Anhänger des linken Flügels der IMRO und gründeten die Vereinigte IMRO (ВМРО обединена), die sich vom bulgarischen IMRO-Kurs distanzierte und sich stattdessen in der Tradition der Republik Kruševo sah. Man verfolgte immer noch die Idee eines unabhängigen Makedoniens, in dem alle „Nationalitäten die hier leben und gelebt haben, […] Bulgaren, Albaner, Türken, Juden, Walachen, Griechen, Roma“ nach dem Vorbild der Sowjetunion zusammenleben sollten. Es wurden enge Kontakte zu kommunistischen Parteien auf dem Balkan und zur KPdSU geknüpft und die Vereinigte IMRO schließlich durch die Komintern anerkannt. Es entwickelte sich eine enge Zusammenarbeit vor allem mit der Kommunistischen Partei Griechenlands. Die Vereinigte IMRO löste sich zwar 1936 auf, wirkte aber im Wesen noch bis in den Griechischen Bürgerkrieg nach. Spätestens ab 1948 war die IMRO auch in Jugoslawien Vergangenheit. In den darauffolgenden Jahrzehnten entwickelte sich immer mehr eine Mystifizierung und Glorifizierung der IMRO, insbesondere in Jugoslawien.

## Bedeutende Persönlichkeiten
- Christo Tatartschew
- Michail Gerdschikow
- Todor Aleksandrow
- Iwan (Wantsche) Mihailow

## Wiederentdeckung
Als es im Zuge der politischen Umwälzungen in Osteuropa 1990 vielerorts zu Parteigründungen kam, wurde die IMRO wiederentdeckt. In der Republik Mazedonien wurde 1990 die VMRO-DPMNE (ВМРО-Демократска партија за македонско национално единство – IMRO-Demokratische Partei für Mazedonische Nationale Einheit) gegründet, die an die IMRO Goce Delcevs anknüpfte.
Am 14. Juli 2004 gründete der ehemalige Ministerpräsident und Vorsitzender der VMRO-DPMNE Ljubčo Georgievski eine eigene Partei unter dem Namen VMRO-NP (ВМРО-Народна партија – IMRO-Volkspartei), die an die Kontinuität in den Aufgaben und Zielen der IMRO anknüpfen will und sich für engere Beziehungen mit Bulgarien einsetzt.
In Bulgarien wurde ebenfalls 1990 die rechtskonservative Partei IMRO – Bulgarische Nationale Bewegung (ВМРО-Българско национално движение) vom Bund der Mazedonischen Kulturvereine gegründet, die ebenfalls an die Geschichte der IMRO – allerdings an den bulgarisch-nationalen Flügel – anknüpft. Am 9. März 2010 wurde in Bulgarien die WMRO-NIE, als eine Abspaltung der IMRO-BNB gegründet.